# 波蘭—韓國關係
波蘭－韓國關係（波蘭語：Stosunki polsko-południowokoreańskie）是指波兰與大韩民国之间历史上与现代的外交关系。

## 政治交流

### 邦交建立前
20世纪初，波兰被奧匈帝國、德意志帝國和俄罗斯帝国瓜分，而韩国则被大日本帝国统治。由於波蘭和朝鮮半島境遇相似，三一運動時有人稱朝鲜人為「亞洲的波兰人」。 
第二次世界大战結束後，波兰和朝鲜半島北部都被苏联占领。冷戰時期，奉行共产主义的波兰人民共和国与奉行反共主义的大韩民国在意识形态领域相互敌对，故兩國之間沒有外交關係。当时的波兰人民共和国承認朝鲜民主主义人民共和国政府為朝鮮半島的唯一合法政府。 但自1988年汉城奥运会以来，波兰改善了与韓國的外交关系，并于1990年代冷战结束后建立了正式的外交关系。

### 邦交建立后
冷战结束后，韩国 向波兰提供了数百万美元的经济援助。 韩国企業開始在波蘭投資。韩国的网络技术和移动通信技术也開始出口至波蘭。 
2013年10月22日，韓國和波蘭通过了《关于韩国和波兰建立战略合作伙伴关系的共同宣言》。
2022年7月27日，韓國和波蘭簽署一項军售协议。韩国将向波兰提供大约980辆坦克、648门榴弹炮和大约50架战机。

### 外交代表机构
- 波兰在首尔设有大使馆，在大邱设有名誉领事馆。 [9]
- 韩国在华沙设有大使馆，并兼辖有邦交而未设立常驻使馆的立陶宛之外交业务。韓國也在弗罗茨瓦夫设有名誉领事馆，以发展双边关系。 [10]